# Les Svastika
Takzvaný Les Svastika byla skupina stromů nacházející se nedaleko braniborské obce Zernikow v severovýchodním Německu. Les vznikl vysázením modřínů (pokrývajících 3600 metrů čtverečních) v oblasti borového lesa tak, aby vypadaly ze vzduchu jako hákový kříž.

## Historie
Dle stáří a dostupných zpráv byly modříny zasazeny v roce 1938. Není však jasné, kdo je zasadil a uspořádal takovým způsobem. Jedna z teorií říká, že horlivý lesník přesvědil členy místní organizace Hitlerjugend, aby zasadili stromy na památku narozenin Adolfa Hitlera. Jiný zdroj uvádí, že byly vysazeny správcem lesa, a to buď na podporu nacistického režimu, nebo z rozkazu státních úředníků.
Každý rok na podzim a na jaře se na pár týdnů jehlice modřínů zbarví a kontrastují tak s tmavě zelenými borovicemi lesními. Krátké trvání tohoto efektu (v kombinaci s faktem, že je obraz viditelný pouze ze vzduchu) způsobilo, že hákový kříž zůstal bez povšimnutí i po pádu nacistického režimu. Napomohl k tomu také relativní nedostatek soukromých letadel v oblasti. Během následného období komunismu údajně sovětské úřady věděly o jeho existenci, ale neprojevily žádnou snahu o odstranění. V roce 1992 nařídila vláda znovusjednoceného Německa letecké průzkumy všech pozemků ve vlastnictví státu. Fotografie byly přezkoumány studenty lesnictví, kteří si okamžitě všimli tohoto obrazce.

## Odstranění
Braniborské státní orgány měly obavy o poškození oblasti v očích veřejnosti a také z toho, že by zde vzniklo poutní místo příznivců nacismu. Proto se pokusily obrazec zničit odstraněním 43 ze sta modřínů v roce 1995. Nicméně zůstalo rozeznatelné torzo ze zbývajících 57 stromů, a také pár stromů znovu obrostlo. V roce 2000 německý bulvár zveřejnil další letecké fotografie ukazující obrazec. Do této doby byla zhruba polovina pozemků, na nichž stromy rostly, prodána do soukromých rukou. Povolení k pokácení dalších 25 stromů na části pozemku vlastněné vládou bylo vydáno 1. prosince 2000 a obraz svastiky byl z velké části odstraněn.

## Podobné případy
Koncem sedmdesátých let objevili američtí vojáci takto vysázené stromy v lese v Hesensku (spolu s číslem „1933“). Kdo tyto stromy vysázel není známo.
V září 2006 The New York Times zveřejnil zprávu o lesní svastice v Eki Narynu v Kyrgyzstánu na okraji pohoří Ťan-šan. Svastika z vysázených jedlí měří asi 200 m napříč. O původu svastiky existují různé mýty a legendy.